# Stéphane Mallarmé
Stéphane Mallarmé (født 18. marts 1842, død 9. september 1898) var en fransk digter. Han var en af hovedfigurerne i Symbolismen. Der er sat musik til mange af hans digte. Og han har også inspireret Claude Debussys Prélude à l'après-midi d'un faune.
Mallarmés digtning foreslår en stemning, men den fortællende handling er hyppigt fraværende eller vanskelig at finde. Selv det, der nødvendigvis skal forstås, er vanskeligt tilgængeligt og i de almindelige udgaver er der hyppigt en side forklaring til hvert digt. Denne "obscure" poesi blev "opfundet" af Arthur Rimbaud; efter Mallarmé fortsattes den af René Char. 

## Udvalgt bibliografi
- L'après-midi d'un faune (1876)
- Les Mots anglais (1878)
- Les Dieux antiques (1879)
- Divagations (1897)
- Un coup de dés jamais n'abolira le hasard (1897, udgivet 1914)
- Poésies (1899, udgivet posthumt)